# Amie N'Dow
Amie N'Dow (sinh ngày 12 tháng 3 năm 1958) là một vận động viên chạy nước rút người Gambia. Bà đã thi đấu ở nội dung 200 mét nữ tại Thế vận hội Mùa hè 1984.